# Solvej Balle

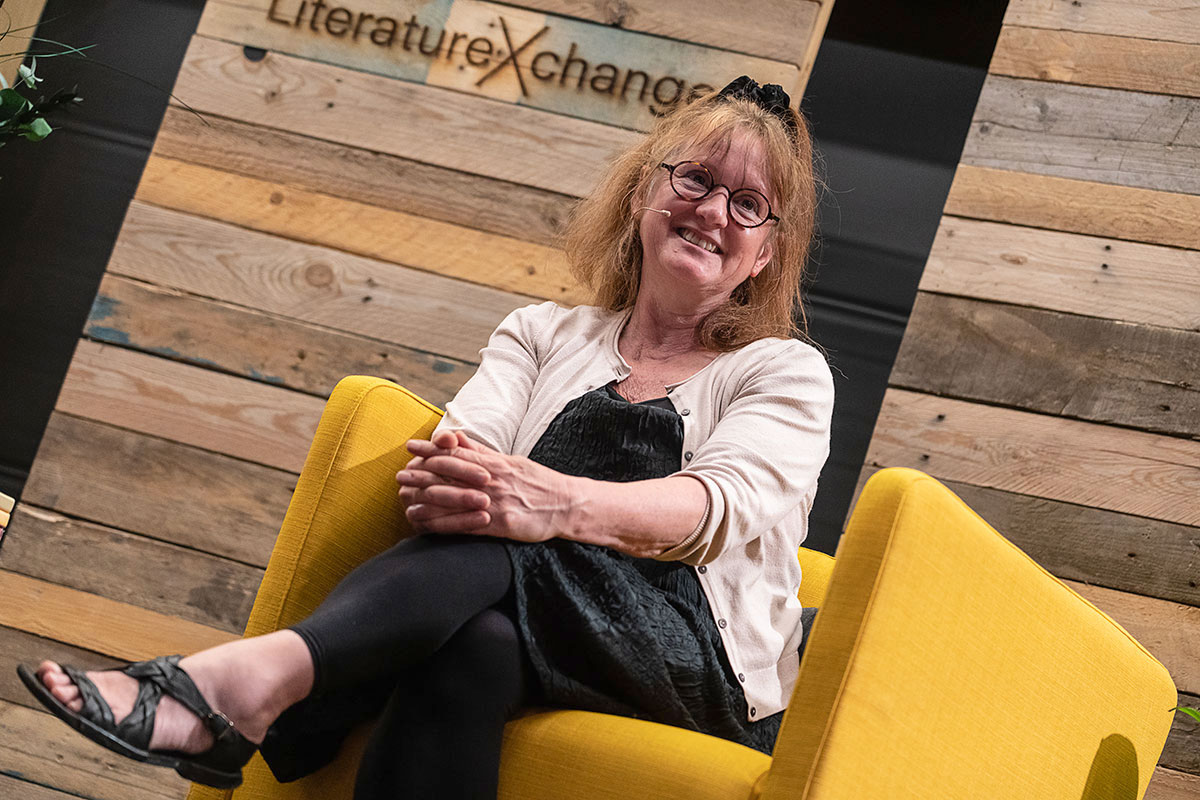
Solvej Balle (2023)

Solvej Balle (geboren 16. August 1962 in Bovrup) ist eine dänische Schriftstellerin.

## Leben
Solvej Balle bereiste, nachdem sie die Schule absolviert hatte, zwischen 1979 und 1990 Frankreich, Australien, USA und Kanada. Sie studierte ab 1984 Literatur und ab 1989 Philosophie an der Universität Kopenhagen. Im Jahr 1984 veröffentlichte sie ihren ersten Roman Lyrefugl. Sie gehörte zum ersten Jahrgang der 1987 in Kopenhagen eingerichteten Forfatterskolen („Autorenschule“). Mit ihrem Erzählband Nach dem Gesetz : vier Berichte über den Menschen erhielt sie 1993 dann auch internationale Aufmerksamkeit.
Balle beteiligte sich 1992 an einer Übersetzung des Werkes The Reproduction of Profiles von Rosmarie Waldrop aus dem Englischen ins Dänische. Im Jahr 1996 übernahm sie für zwei Jahre die Herausgeberschaft für die Literaturzeitschrift Den Blå Port. Sie veröffentlichte 1998 unter dem Titel Eller einen Band Gedichte. Balle erhielt 2022 für Om udregning af rumfang (Teile I–III) den Literaturpreis des Nordischen Rates, die drei Teile erschienen 2023 in deutscher Übersetzung. 

## Werke (Auswahl)

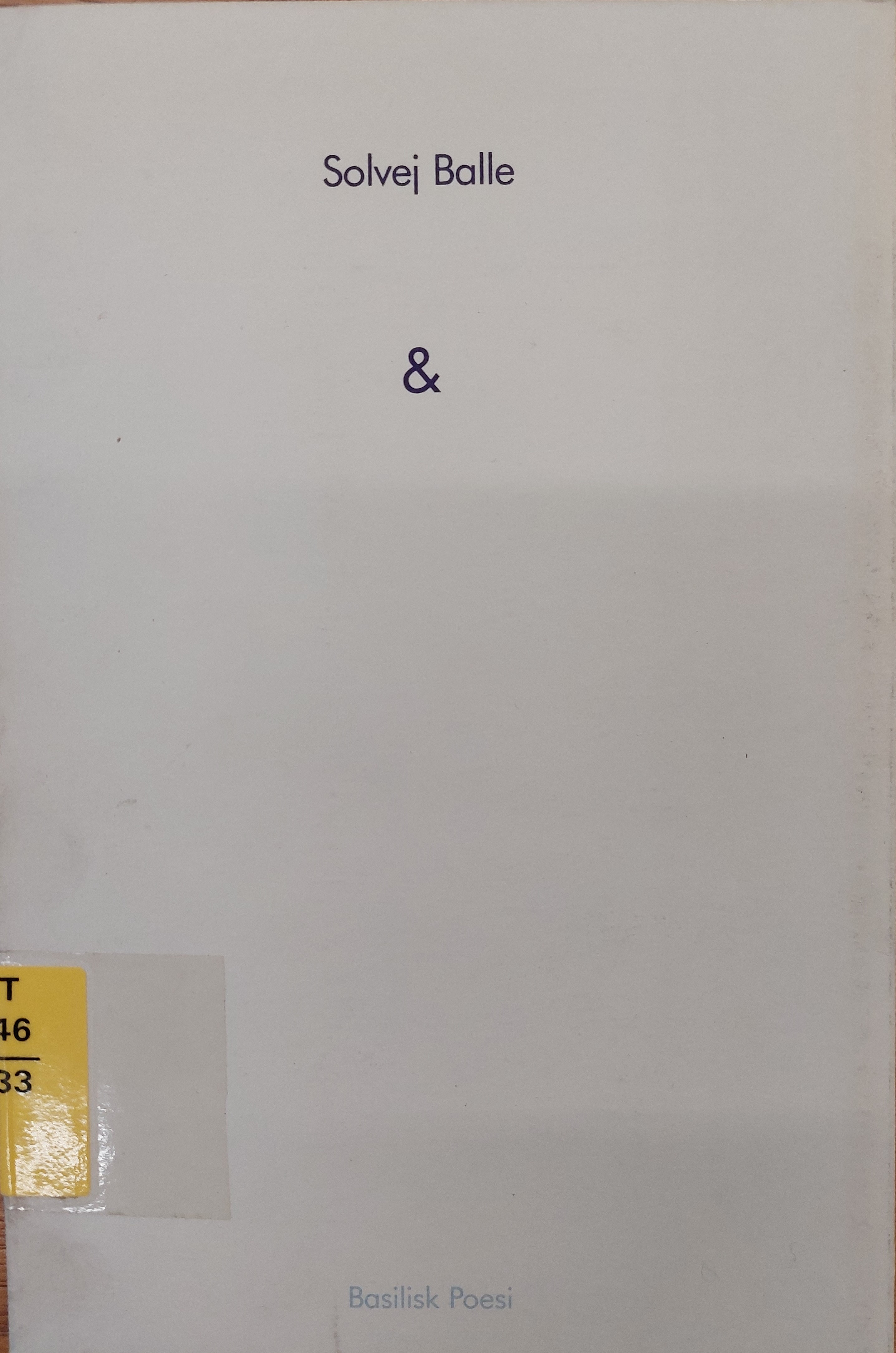
& (1990)

- Lyrefugl, Lindhardt og Ringhof Kopenhagen 1986, 228 S., ISBN 87-595-0430-7.
- &, Verlag Pelagraf, Kopenhagen 1990, 37 S., ISBN 87-995848-2-4.
- Ifølge loven, fire beretninger om mennesket, Verlag Pelagraf, Kopenhagen 1993, ISBN 87-971848-4-5.
  - Nach dem Gesetz. Vier Berichte über den Menschen. Übersetzung Jörg Scherzer. Berlin : Berlin-Verlag, 1996, ISBN 3-4427-6091-7.
- Eller, Verlag Pelagraf, Kopenhagen 1998, 37 S., ISBN 87-995848-3-2. (Gedichte)
- Det umuliges kunst, Verlag Gyldendal, Kopenhagen 2005, 221 S., ISBN 978-87-02-03093-8. (Kunsttheorie)
- Frydendal – og andre gidsler, Verlag Gyldendal, Kopenhagen 2008, ISBN 978-87-02-07207-5. (autobiografischer Essay)
- Hvis, Verlag Pelagraf, Kopenhagen 2013, 37 S., ISBN 978-87-995848-4-0.
- Så, Verlag Pelagraf, Kopenhagen 2013, 37 S., ISBN 978-87-995848-5-7.
- Om udregning af rumfang, I–V, Verlag Pelagraf, Kopenhagen 2020–2023, (I, 160 S.) ISBN 978-87-995848-7-1, (II, 180 S.) ISBN 978-87-995848-8-8, (III, 176 S.), ISBN 978-87-995848-9-5, (IV, 175 S.), ISBN 978-87-971848-0-6, (V, 194 S.), ISBN 978-87-971848-1-3. 
  - Über die Berechnung des Rauminhalts I. Übersetzung: Peter Urban-Halle. Matthes & Seitz, Berlin 2023, ISBN 978-3-7518-0913-9.
  - Über die Berechnung des Rauminhalts II. Übersetzung: Peter Urban-Halle. Matthes & Seitz, Berlin 2023, ISBN 978-3-7518-0927-6.
  - Über die Berechnung des Rauminhalts III. Übersetzung: Peter Urban-Halle. Matthes & Seitz, Berlin 2024, ISBN 978-3-7518-0928-3.

## Auszeichnungen
- 2022, Nordiska rådets litteraturpris (Literaturpreis des Nordischen Rates) für Om udregning af rumfang I, II, III